# 1901 aux échecs
| Années des échecs : 1898 - 1899 - 1900 - 1901 - 1902 - 1903 - 1904    |
| Décennies des échecs : 1870 - 1880 - 1890 - 1900 - 1910 - 1920 - 1930 |

Cet article présente les faits marquants de l'année 1901 aux échecs.

## Championnats nationaux
- Belgique : Nicolas Pécher remporte un premier championnat, non officiel[1].
- Canada : Pas de championnat[2].
- Écosse : Dr. Ronald Cadell Macdonald remporte le championnat[3].
- Empire russe : Mikhaïl Tchigorine remporte le championnat[4],[Note 1].
- Suisse : Max Pestalozzi, Eugen Meyer, Andreas Duhm et Hans Duhm remportent le championnat [5].

## Naissances
- Max Euwe (1901-1981), champion du monde de 1935 à 1937 et président de la Fédération internationale des échecs de 1970 à 1978.

## Nécrologie
- 6 février : Wilfried Paulsen (en)
- 20 mai : Johannes Minckwitz
- 6 octobre : Charles Henry Stanley
- 24 novembre : John Owen